# Taiga (prueba nuclear)
Taiga fue una prueba nuclear masiva realizada por la Unión Soviética dentro del programa Explosiones Nucleares para la Economía Nacional. La prueba fue realizada el 23 de marzo de 1971, en el río Pechora, Rusia.
La prueba tenía como propósito crear un canal que conectara el río Pechora con el río Kama, un afluente del río Volga. Durante la prueba se detonaron tres dispositivos termonucleares simultáneamente, cada uno con un rendimiento de 15 kilotones, a una profundidad de 125 metros.
Después de la prueba el proyecto fue abandonado por la poca factibilidad de crear el canal y por la contaminación producida. En el área de la detonación se formó un lago de 600 metros de largo.